# 리마 지하철

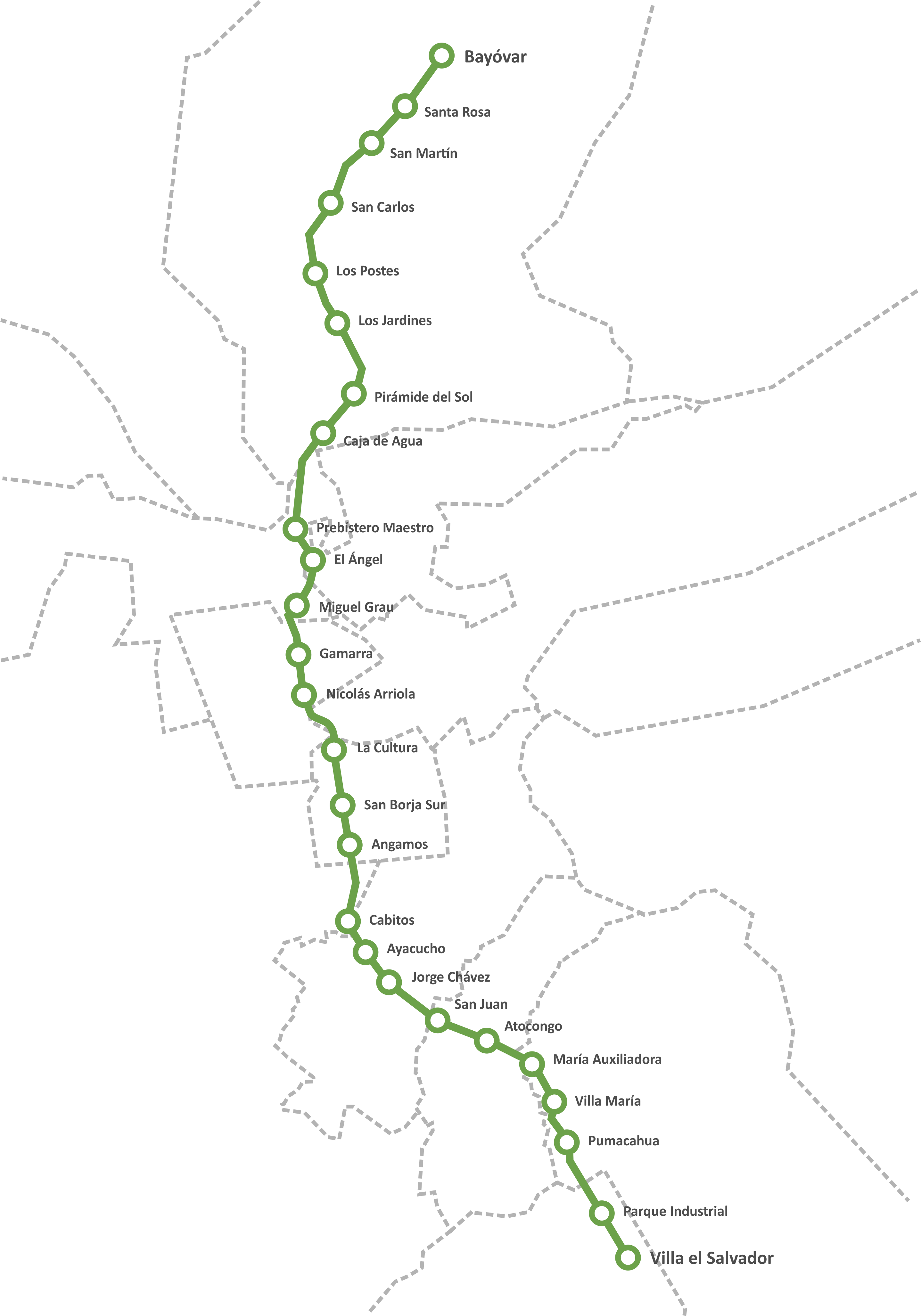
리마 지하철의 노선도

리마 지하철(스페인어: Metro de Lima)은 페루 리마를 달리는 도시 철도 시스템이다.

## 같이 보기
- 지하철 목록